# Тетрафторид-оксид осмия(VI)
Тетрафторид-оксид осмия(VI) — неорганическое соединение,
оксофторид осмия
с формулой OsOF4,
золотисто-жёлтые (или темно-голубые) кристаллы.

## Получение
- Фторирование диоксида осмия:

{\displaystyle {\mathsf {2OsO_{2}+4F_{2}\ {\xrightarrow {T}}\ 2OsOF_{4}+O_{2}}}}
- Разложение пентафторид-оксида осмия(VII) при длительном нагревании:

{\displaystyle {\mathsf {2OsOF_{5}\ {\xrightarrow {T}}\ 2OsOF_{4}+F_{2}}}}
- Длительное нагревание тетраоксида осмия и гексафторида осмия:

{\displaystyle {\mathsf {OsO_{4}+3OsF_{6}\ {\xrightarrow {180^{o}C}}\ 4OsOF_{4}+F_{2}}}}

## Физические свойства
Тетрафторид-оксид осмия(VI) образует золотисто-жёлтые (по другим данным темно-голубые) диамагнитные кристаллы двух модификаций:
- OsOF4-I, ромбическая сингония, пространственная группа P 212121, параметры ячейки a = 0,5546 нм, b = 0,9554 нм, c = 1,2784 нм, Z = 8;
- OsOF4-II, моноклинная сингония, пространственная группа P 21/n, параметры ячейки a = 0,5378 нм, b = 1,2748 нм, c = 0,5552 нм, β = 117,716°, Z = 4 [1].